# Bab Charki
Pour les articles homonymes, voir Bab Charki (Sfax).
La porte de l'Orient (en arabe : Bab Charki, Bab el-Charki, Bab ech-Charki), est une des huit portes de la vieille ville de Damas qui donne du côté de l'orient.
Les remparts datent de l'époque romaine. Selon une tradition chrétienne locale, c'est par cette porte que l'apôtre Paul de Tarse quitta la ville, caché dans une corbeille.
Le 18 septembre 634, lors de la prise de Damas par les Arabes, le général musulman Khalid ibn al-Walid entre par cette porte avec ses troupes.

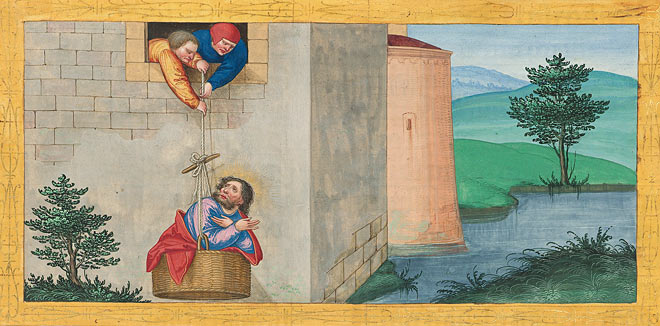
Fuite de saint Paul par Matthias Gerung, v.1530.

Au XIIe siècle, les remparts sont reconstruits sur l'ordre de Nur ad-Din, émir de Damas. Ils arrêtent les croisés lors du siège de Damas de 1148. 
Au XVIIe siècle, selon le voyageur Jean de Thévenot, les Turcs ont fait murer la porte à cause d'une tradition selon laquelle la ville ne pouvait être prise que par là. 
La cathédrale Notre-Dame-de-la-Dormition, siège patriarcal de l'Église grecque-catholique melkite se trouve à proximité.
Au XIXe siècle, la porte présente trois arcades dont deux sont murées ; celle du nord, la seule accessible, mesure 6 m de large sur 12 de haut. Une tour, à proximité, est surmontée d'un minaret. Elle fait face à un amas de déblais accumulés par les anciens ateliers de céramique. 
Bab Chakri a donné son nom à un quartier qui se trouve dans la municipalité de Chaghour.

## Sources
- Adolphe Joanne, Itinéraire descriptif, historique et archéologique de l'Orient, Hachette, Paris, 1861, p. 665-666
- Jean Thévenot, Relation d'un voyage fait au Levant, Paris, 1665, p. 17
- MOUTON, Jean-Michel (dir.) ; GUILHOT, Jean-Olivier (dir.) ; et PIATON, Claudine (dir.). Portes et murailles de Damas de l'Antiquité aux premiers mamlouks : Histoire, architecture, épigraphie. Nouvelle édition [en ligne]. Beyrouth : Presses de l’Ifpo, 2018.